# Maati Bouabid
Maati Bouabid in arabo  المعطي بوعبيد  (Casablanca, 11 novembre 1927 – Rabat, 1º novembre 1996) è stato un politico marocchino, Primo ministro del Marocco dal marzo 1979 al novembre 1983 per l'Unione Costituzionale.